# Provincia fitogeográfica insular subantártica

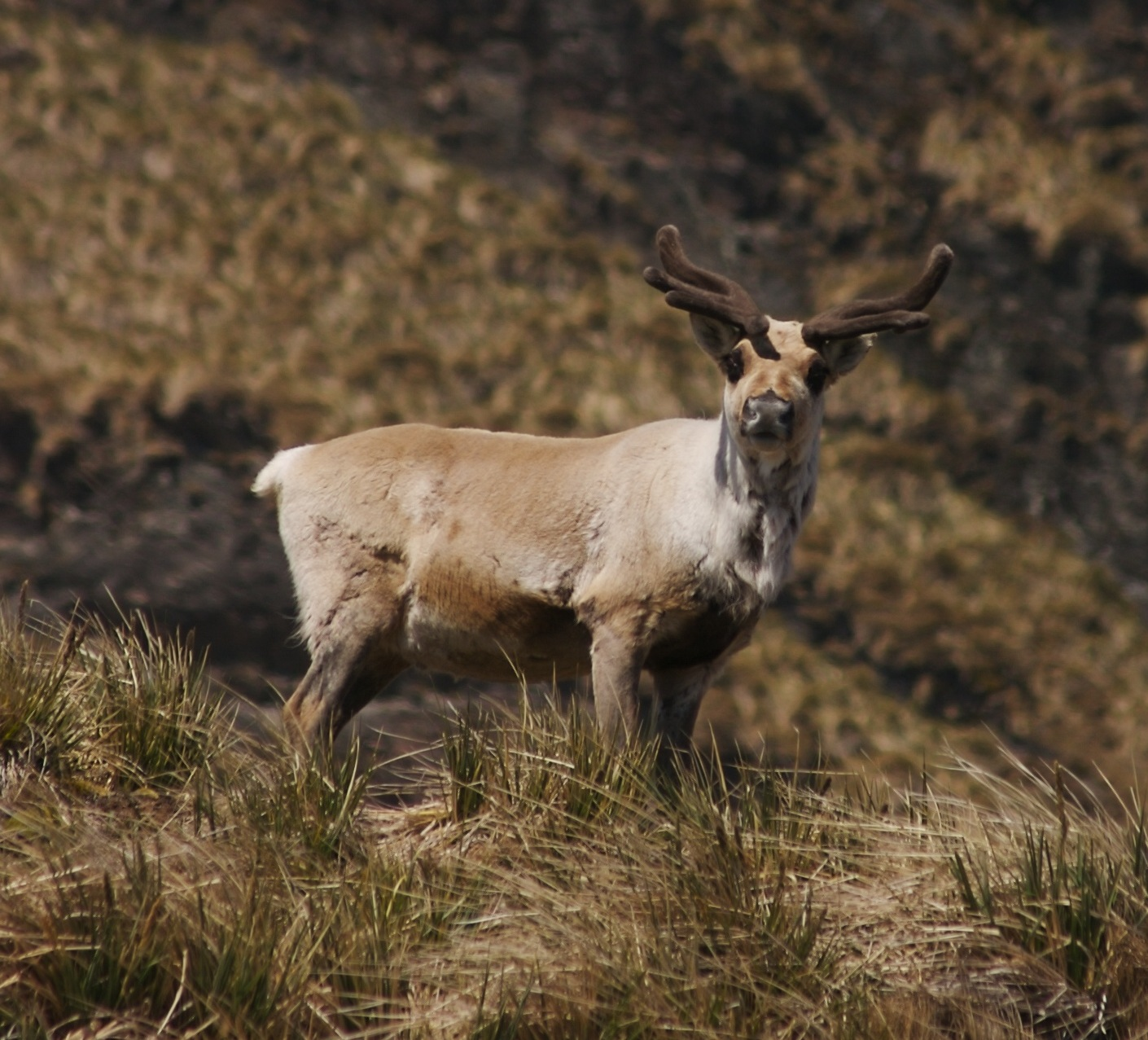
Pastizal afectado por el ramoneo de una especie exótica en las islas Georgias del Sur: el reno (Rangifer tarandus).

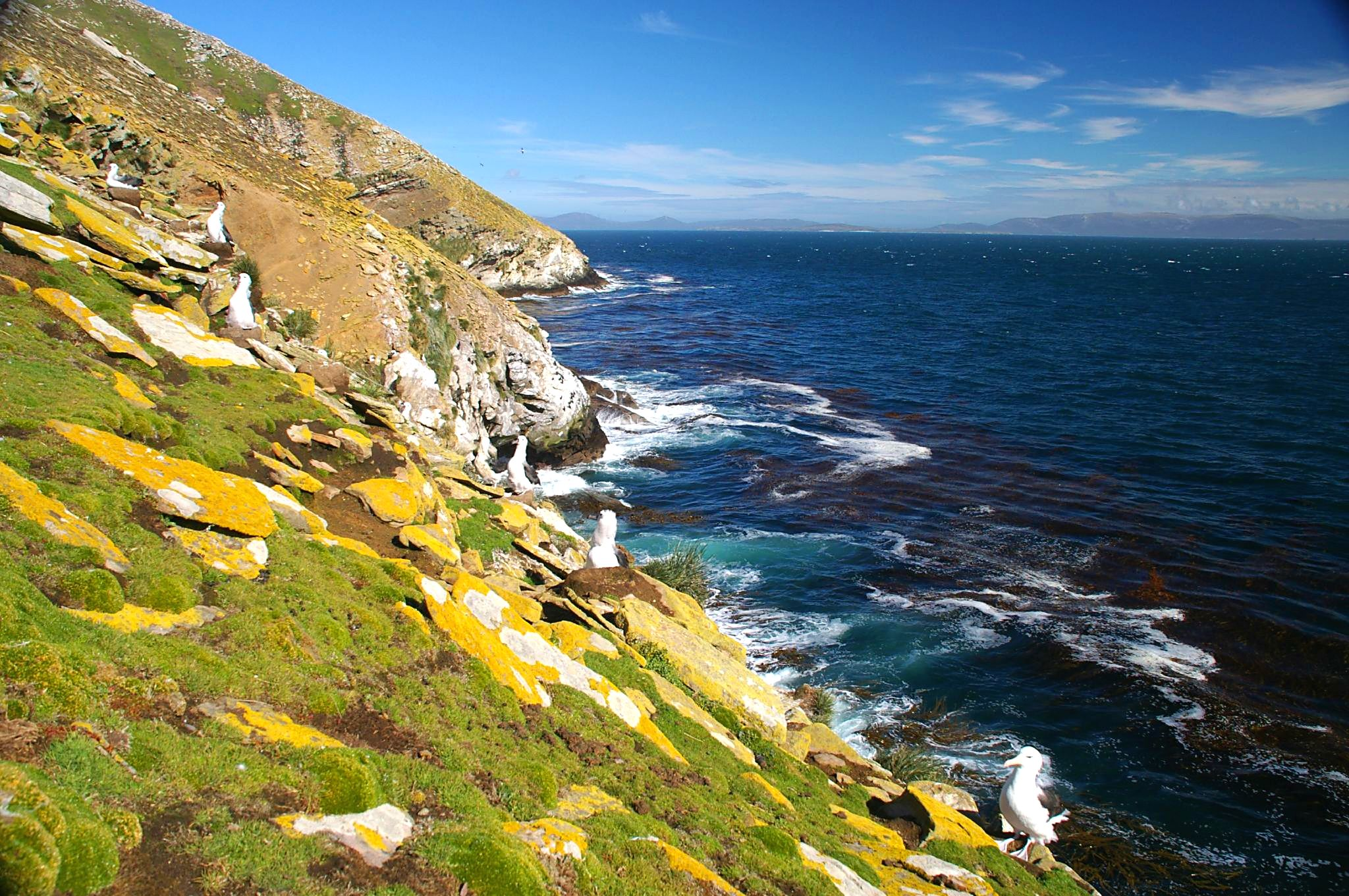
Yaretas (Azorella compacta) en la isla Trinidad, al noroeste de las islas Malvinas.

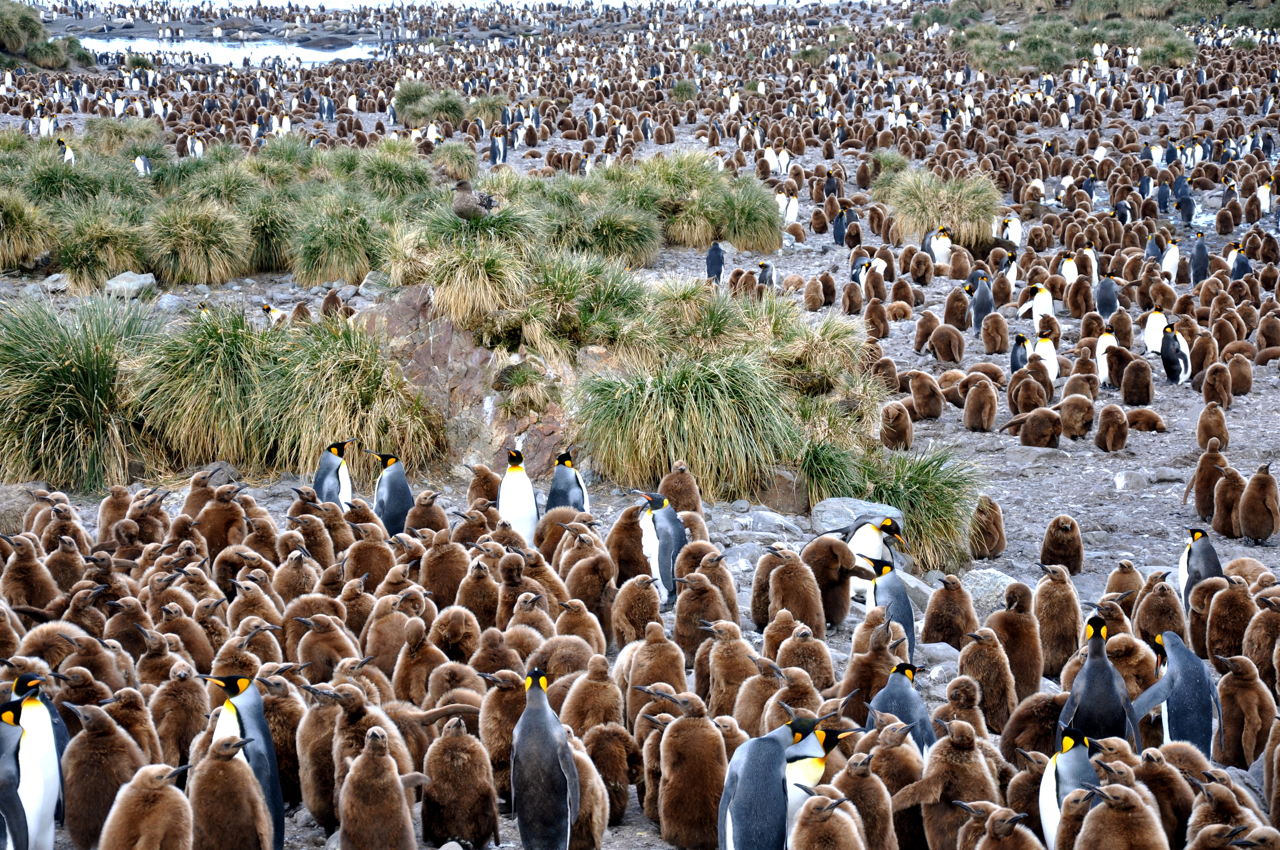
Tusok (Poa flabellata) en las islas Georgias del Sur.

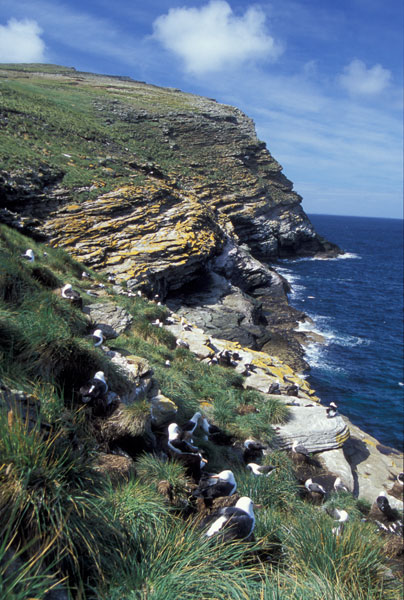
Tusok (Poa flabellata) en la isla Remolinos, al noroeste de las islas Malvinas.

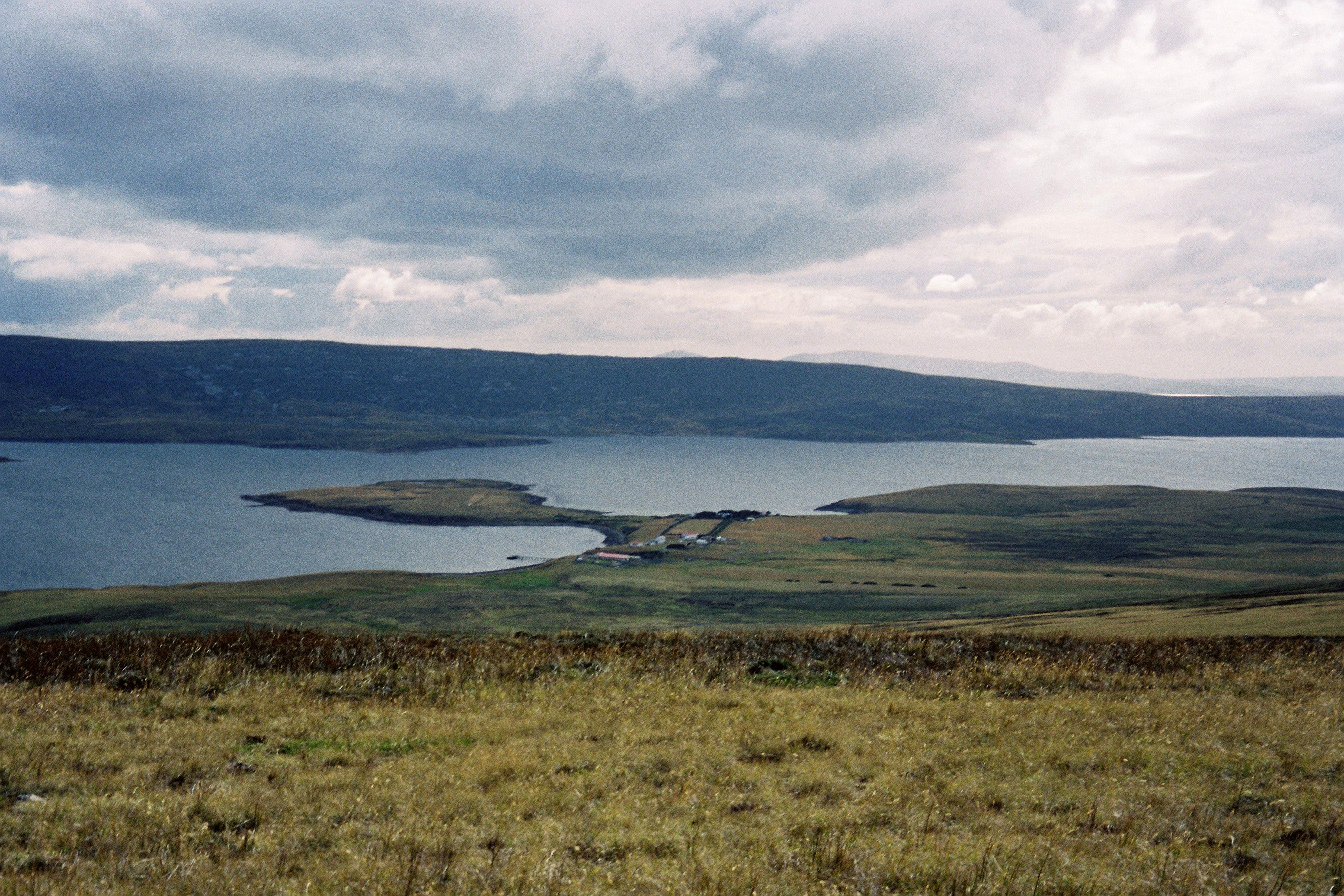
Pastizales de bahía San Carlos, islas Malvinas.

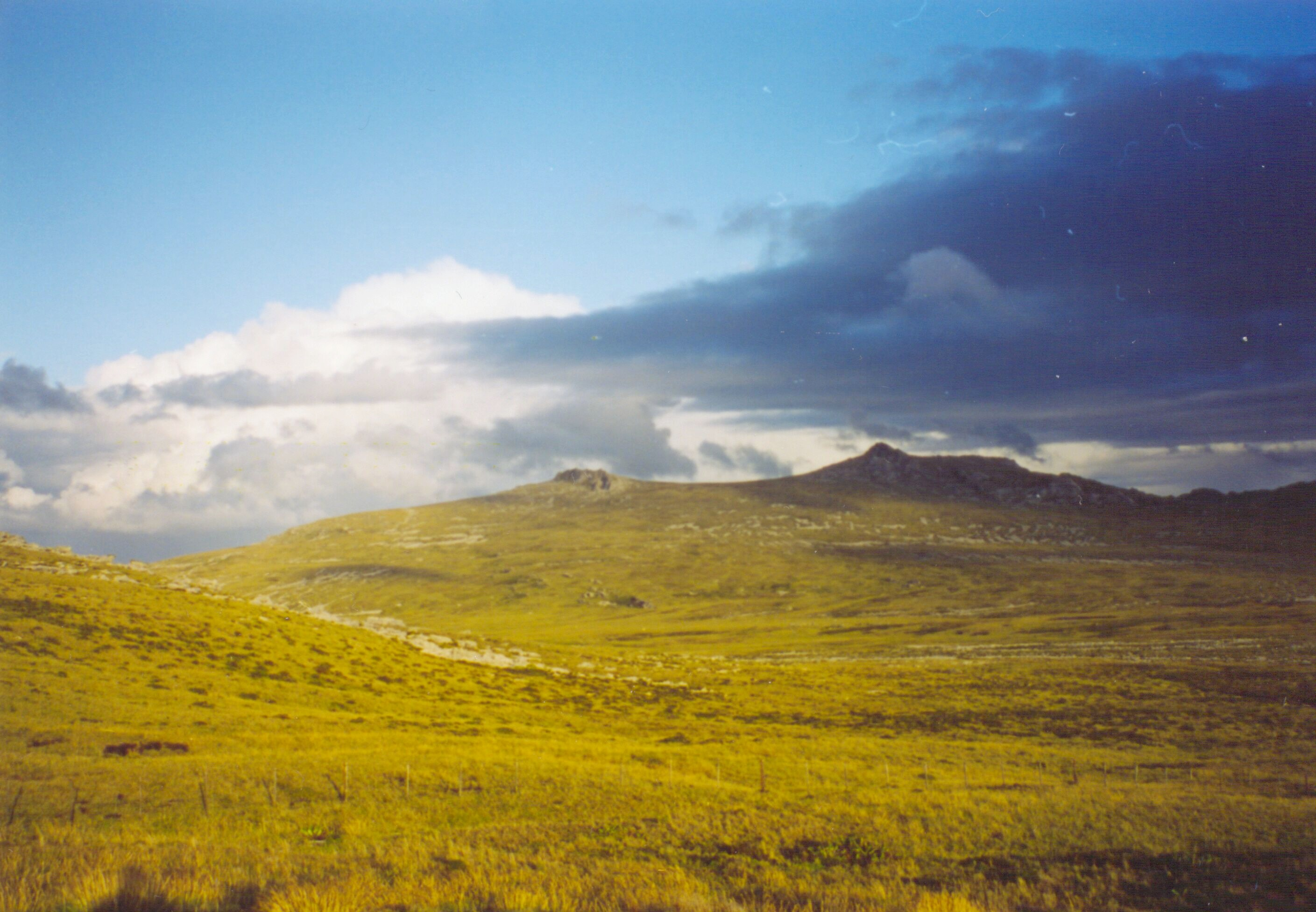
Pastizal característico de las islas Malvinas.

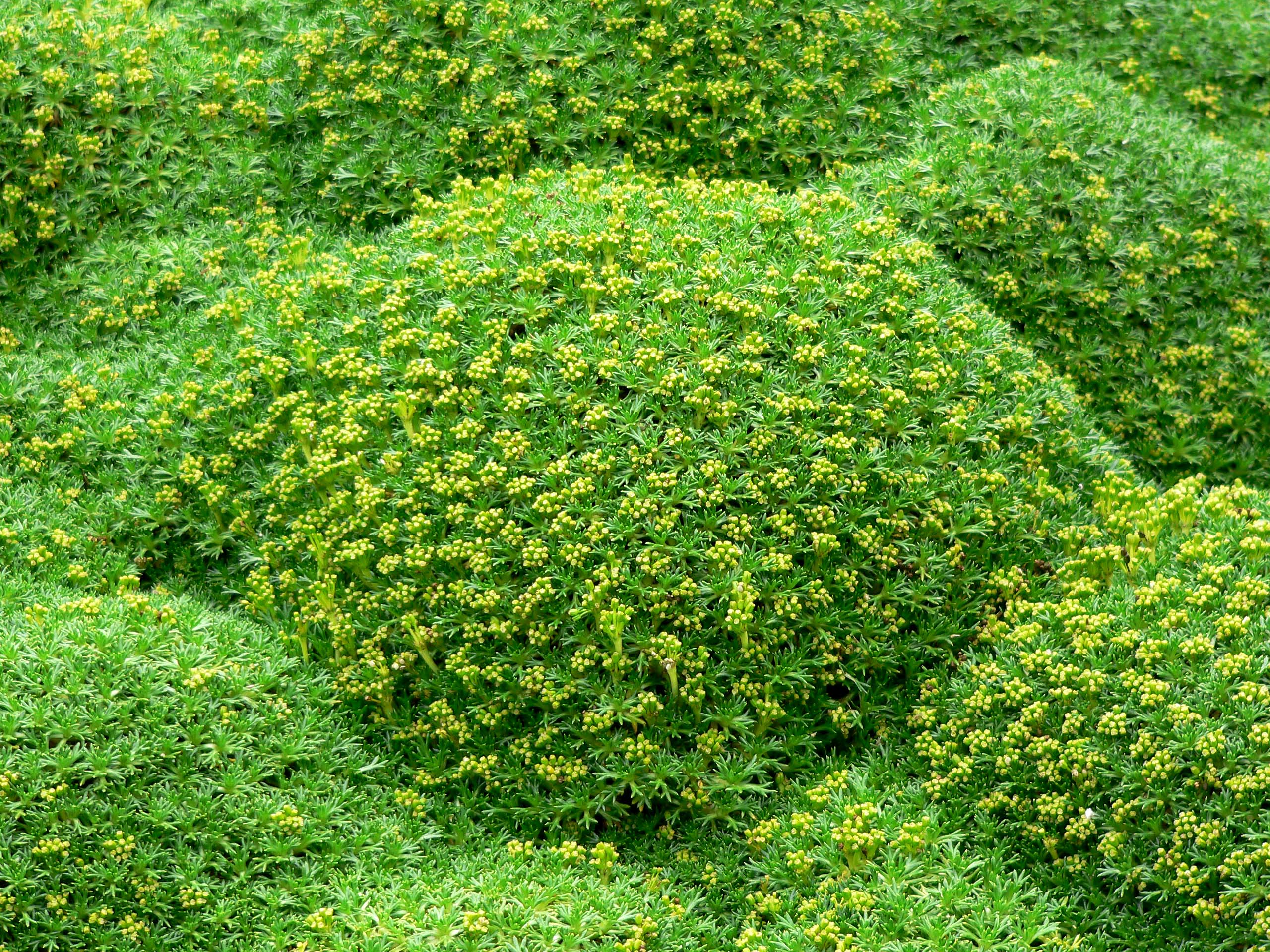
Bolax gummifera es una planta característica de las islas Malvinas, Provincia fitogeográfica Insular Subantártica.

La Provincia fitogeográfica Insular Subantártica, o simplemente Provincia fitogeográfica Insular, es una de las secciones en que se divide el Dominio fitogeográfico Subantártico. Se ubica en el archipiélago de las islas Malvinas, las islas Georgias del Sur, las Sandwich del Sur, y otros pequeños archipiélagos australes del océano Atlántico Sur, siempre sobre el paralelo 60°S. Incluye formaciones esteparias, praderas, y turberas, con total ausencia de elementos arbóreos. 

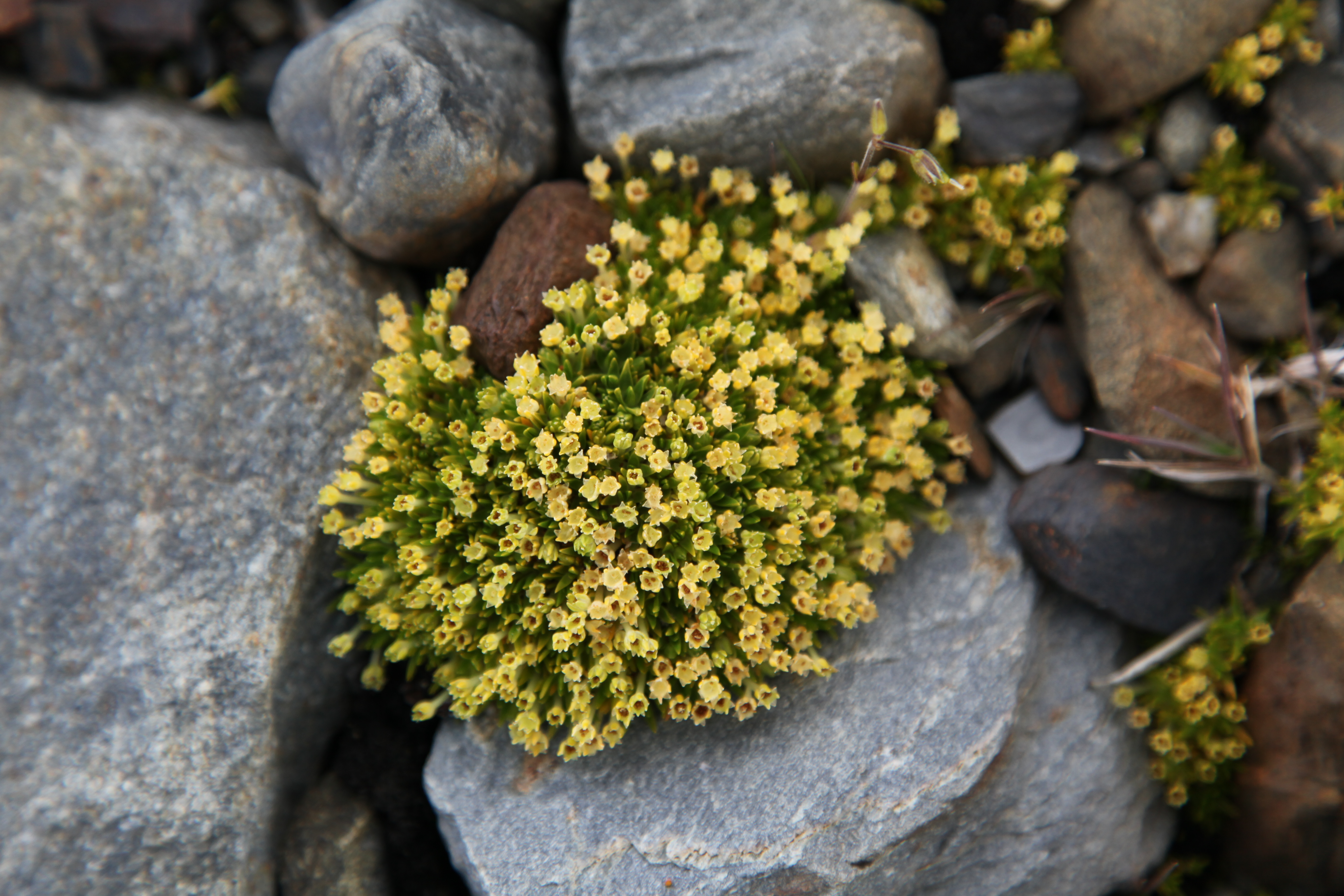
El clavel antártico (Colobanthus quitensis) en las islas Georgias del Sur.

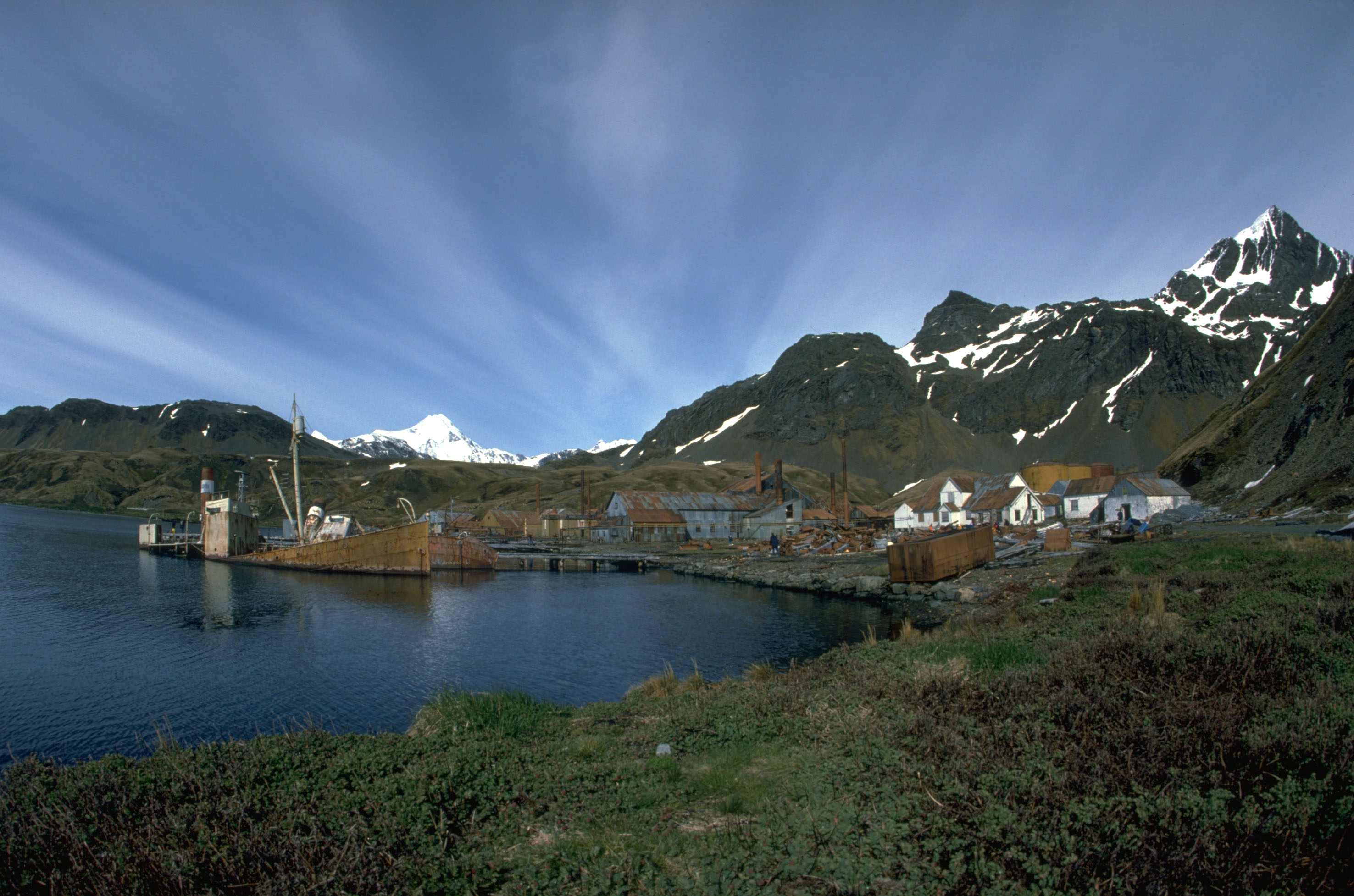
Vegetación que rodea la estación ballenera de Grytviken en las islas Georgias del Sur.

## Sinonimia
También fue denominada de manera más ambigua Provincia fitogeográfica Insular.

## Distribución
Según la clasificación de Ángel Lulio Cabrera, este Distrito fitogeográfico comprende la totalidad de las islas Malvinas, desde las costas oceánicas bañadas por el mar Argentino hasta las cumbres de sus modestas sierras. Este archipiélago se ubica al este de la Patagonia Argentina. Se compone de dos islas mayores separadas por el estrecho de San Carlos: Soledad, y Gran Malvina, amén de una numerosa cantidad de islas menores y pequeños islotes.
También corresponde a dicha provincia la vegetación de otros dos archipiélagos más orientales: las islas Georgias del Sur y Sandwich del Sur, y otros pequeños archipiélagos australes del océano Atlántico Sur, siempre sobre el paralelo 60°S.
Algunos autores, también incluyen en esta provincia a las islas de Año Nuevo, un archipiélago al norte de la isla de los Estados, al sudeste de la isla Grande de Tierra del Fuego.
La altitud de la provincia fitogeográfica va desde el nivel del mar hasta los 550 m s. n. m. en Malvinas, y un poco mayor en los archipiélagos orientales, aunque en estos últimos la vegetación sólo se presenta en las altitudes inferiores.

## Afinidades florísticas
Esta Provincia fitogeográfica guarda estrecha relación con el Distrito fitogeográfico Subantártico Magallánico de la Provincia fitogeográfica Subantártica, con el cual comparte muchos géneros y especies en común.
También se relaciona con la vegetación de la Provincia fitogeográfica Antártica, presente en dicho continente y en sus islas al sur del paralelo 60 S.

## Características
Esta Provincia fitogeográfica se caracteriza por presentar formaciones esteparias, praderas, y turberas, con total ausencia de elementos arbóreos. 

## Suelos
Los suelos se presentan turbosos. Su conformación geológica es semejante a la de la isla de los Estados, y a la del este de la isla Grande de Tierra del Fuego.

## Relieve
El relieve es rocoso, ondulado, con colinas, suaves sierras y dilatados valles. En algunos sectores se forman agrupaciones rocosas conocidas como mares de piedra. En los archipiélagos orientales también se presentan conos volcánicos, altas montañas, y glaciares eternos.

## Clima
El clima de las islas Malvinas es el Patagónico húmedo. Los vientos fuertes y constantes del cuadrante oeste generan una evapotranspiración elevada, la cual se ve atemperada por la influencia oceánica y la elevada latitud. Los vientos del sur, en cambio, provocan los frecuentes días nublados y lluviosos.
En las islas Georgias del Sur el clima es Marítimo Polar; el verano es muy frío, y el clima es siempre húmedo. En las islas Sandwich del Sur el clima es Desértico subglacial; el verano es aún más frío, y el clima es siempre húmedo.

## Especies principales
La comunidad climáxica de este distrito se caracteriza por presentar formaciones esteparias, praderas, y turberas de musgos y juncáceas, siempre con total ausencia de elementos arbóreos en tiempos modernos, aunque si están presentes en el registro fósil. En las costas la especie dominante es el enorme pasto tusok (Poa flabellata), mientras que tierra adentro abundan los matorrales de mutilla (Empetrum rubrum), Hebe elliptica, y Pernettya pumila, pajonales de Cortaderia pilosa, etc.
La flora es pobre. En las Malvinas sólo habitan 163 especies nativas de helechos y fanerógamas, cifra que baja a apenas 20 en las Georgias del Sur, y aún menos en las Sandwich del Sur.

## Distritos fitogeográficos
A esta Provincia fitogeográfica es posible subdividirla en Distritos fitogeográficos.
- Distrito fitogeográfico Malvinense
- Distrito fitogeográfico de las Georgias del Sur
- Distrito fitogeográfico de las Sandwich del Sur
- Distrito fitogeográfico de las islas de Año Nuevo (si es que este archipiélago es también incluido)